# Clusiodes tuomikoskii
Clusiodes tuomikoskii är en tvåvingeart som beskrevs av Boris Mamaev 1974. Clusiodes tuomikoskii ingår i släktet Clusiodes och familjen träflugor. Inga underarter finns listade i Catalogue of Life.